# Китайска калиграфия
Източноазиатската калиграфия е форма на калиграфия, която е широко разпространена и практикувана, и уважавана в китайската културна сфера. Това най-често включва Китай, Япония, Корея и Виетнам. Източноазиатската калиграфска традиция произлиза и е развита първоначално в Китай. Има обща стандартизация на различните стилове калиграфия за тази традиция. Източноазиатската калиграфия и традиционната техника за рисуване с мастило и вода са тясно свързани, тъй като се използват подобни средства за рисуване и техники. Китайското рисуване и калиграфия се отличават от други културни традиции в художественото изкуство, защото те наблягат на движението и са заредени с динамизъм.
|  | Тази страница частично или изцяло представлява превод на страницата East Asian calligraphy в Уикипедия на английски. Оригиналният текст, както и този превод, са защитени от Лиценза „Криейтив Комънс – Признание – Споделяне на споделеното“, а за съдържание, създадено преди юни 2009 година – от Лиценза за свободна документация на ГНУ. Прегледайте историята на редакциите на оригиналната страница, както и на преводната страница, за да видите списъка на съавторите. ВАЖНО: Този шаблон се отнася единствено до авторските права върху съдържанието на статията. Добавянето му не отменя изискването да се посочват конкретни източници на твърденията, които да бъдат благонадеждни. |